# Площадь Сахиб Абада
Площадь Сахиб Абад или Хасан Шах (также площадь Сахибуламр, перс. میدان صاحب‌آباد‎) — историческая площадь, расположенная в городе Тебриз, провинция Восточный Азербайджан Ирана.
Строительство площади и ее окрестностей совпадает с периодом правления Узун Хасана и его сына Султана Ягуба. Раньше эта площадь и здания рядом с ней вместе назывались комплексом Сахиб Абад. Остатки площади считаются одними из произведений высокой исторической ценности Ирана. Эта сложная структура была центральным командованием султанов, таких как Джахан Шах, Узун Хасан, Шах Исмаил и Шах Тахмасиб, в течение четырехсот лет. Но сегодня из-за некачественного ремонта и обслуживания произведение устарело и осталось только его известное имя.

## История
В 1273 году правитель Эльхани Абага-хан перенес столицу государства из Мараги в Тебриз. После этого его визирь Хаджа Шамседдин Мухаммад Джувейни приказал разбить сад в Тебризе, на северном берегу реки Мехран. Он написал об этом в предисловии к своей книге «История Джахангоши» и заявил, что, поскольку он проводил большую часть своего времени в Тебризе, он решил построить большой сад и особняк на северном берегу реки Мехран. Это здание представляло собой комплекс с садом и называлось Сад Сахиб Абад. Этот комплекс, которым долгое время пользовался Джахан-шах, король Карагоюнлу, также привлек внимание Узун Хасана, когда Аккоюнлу пришел к власти в 1467 году. После победы над Узун Хасаном Карагоюнлу Джахан-шахом он взошел на трон в саду Сахиб Абад и приказал построить перед садом большую площадь. Основная цель постройки площади заключалась в том, что королю, уделявшему особое внимание военному делу, нужна была площадь для обзора своей армии из своего дворца. Строительство площади для военных целей было первым и нереализованным мероприятием.
Историк Хасан бек Румлу пишет о площади в своем труде «Ахсан и таварих»: «Жители города Тебриза и жители окрестных районов ставили палатки и продавали свои товары на этой площади. Позже здесь были построены и магазины. на этой площади, вмещавшей одновременно 30 000 зрителей, Узун Хасан, правитель Аккоюнлу перед ней показывали игру-монстр. На той площади также показывали поединки по борьбе и другие виды спорта». 
В произведении Гази Ахмеда Гуми «Хуласат ат-таварих» содержится информация о площади, достойная внимания. Гуми писал: «Султан Увейс построил на этой площади здание с 20 000 комнат «Государственный дом»». На краю этой площади располагались дворец Хаштбехишт и мечеть Узун Гасан. Дорога шла от площади Сахибабад в квартал Девачилар, а оттуда в Сурхаб четверть."

## Архитектурные особенности площади

Изображение Тебриза Шарденом. На снимке выделяется площадь Сахиб Абад.

Первые описания площади мы находим в венецианском Сафанаме. Венецианцы несколько раз приезжали во дворец Узун Хасана в качестве купцов, врачей, путешественников и послов. Даже эти отношения продолжались во время правления сефевидского главы государства Шаха Исмаила. Один из этих путешественников писал в своих заметках: «На площади Сахиб Абад собралось около 3000 зрителей. Хотя с северной стороны площади и у входа в сад, где готовят еду для правителей, находится большой дворец, Шах Исмаил идет во дворец Хашт-Бехист, чтобы поесть».
Заметки Шардена играют большую роль в формировании наших представлений об этой области. Шарден отмечает, что площадь находится недалеко от крепости Джафар-паши, и кажется, что на этой площади собирали оружие и боеприпасы, когда крепость восстанавливали. Если мы посмотрим на город Тебриз, изображенный на эскизе Шарде, то здесь также видны элементы площади Сахиб Абад.

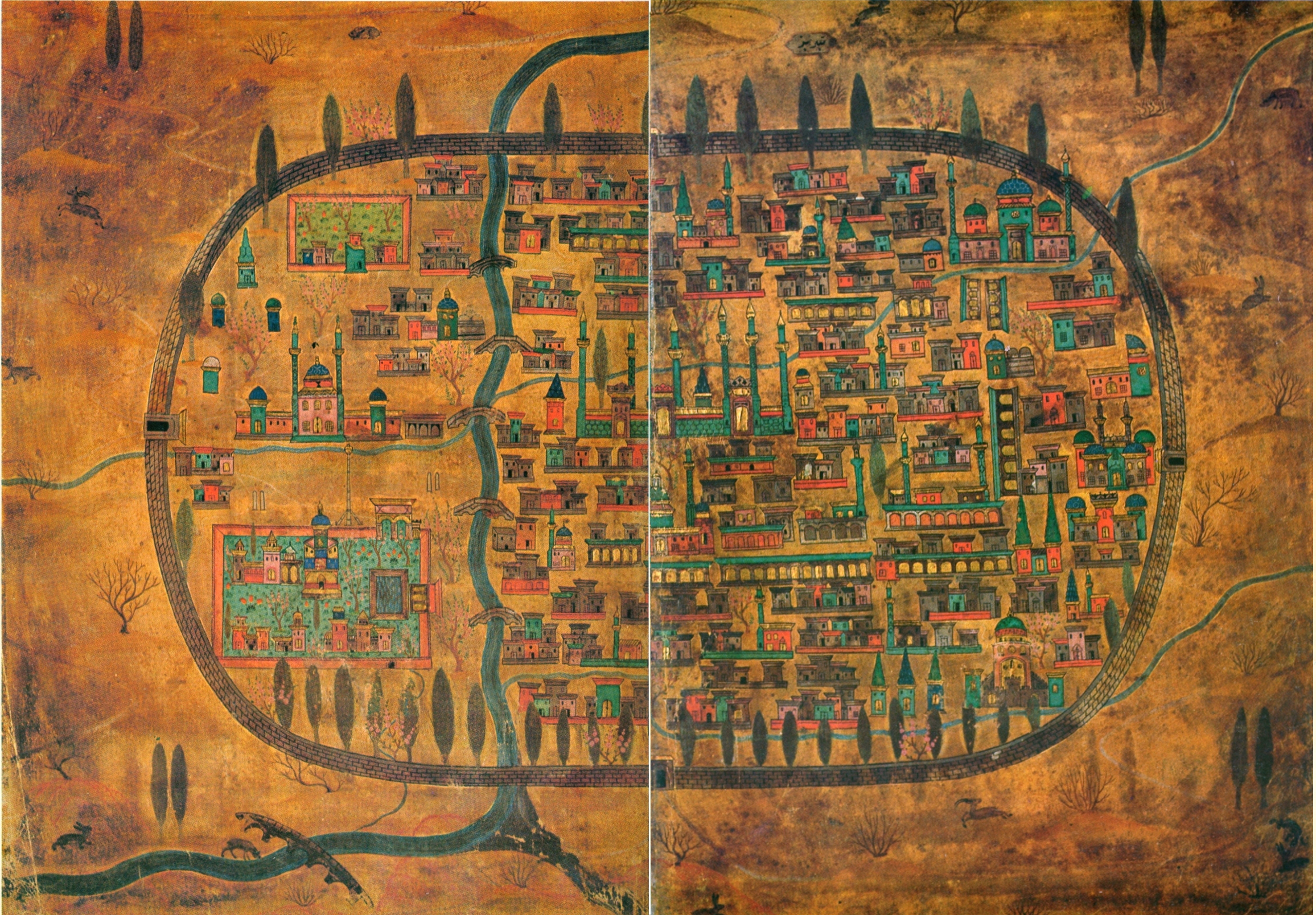
Matraqçının Tərbiz təsviri

Единственный план живописи, нарисованный и принятый для Тебриза в период Аггоюнул, находится в книге Насуха Матрагчина «Баяни Маназаль». Этот миниатюрный план является единственным источником, который дает информацию о размерах сада и площади Сахиб Абад, а также окружающих поселений.Согласно этому плану, площадь Сахиб Абад имеет двое въездных ворот с севера и юга и площадь под названием Чуган посередине. Перед этой площадью расположены мечеть и медресе Хасан Падшаха. На плане Матрагчи комплекс Сахиб Абад виден в направлении, обращенном к главной площади, а также входное здание сада, Сад восьми небес (Хашт Бехешт), дворец-гарем и огромный фонтан внутри павильона .
Информация о форме и структуре квадрата разная. По карте Матрагчи можно сказать, что на площади ведутся реставрационные работы. Изучение исторических документов показывает, что площадь, используемая сегодня, была построена после землетрясения 1804 года в Тебризе. Так, после землетрясения 1782 года на площади произошел ряд изменений. Хотя направление новой площади горизонтальное, старая площадь была построена в вертикальном направлении. Кроме того, новый квадрат занимал часть площади предыдущего квадрата.
После восшествия на престол в 1480 году Султан Якуба художники, писатели и мыслители страны получили хорошие условия для проявления своего мастерства. За 12 лет правления султана Якуба был проведен ряд социальных и культурных мероприятий.
Шах Исмаил объявил о создании государства Сефевидов с площади Сахиб Абад. После его смерти Тахмасиб перенес свою столицу из Тебриза в Казвин, но площадь Сахиб Абад смогла сохранить свои позиции. Тавернье, побывавший здесь во времена правления шаха Сафи, писал, что на этой площади до сих пор проводятся культурные и общественные мероприятия. Однако из сведений, приведенных Искандер-беком Мунши в его книге «Тарих-и Алам Арай-и Аббаси», мы видим, что площадь уже была разрушена и находилась в непригодном для использования состоянии в период со времен султана Мухаммеда до шаха Аббаса.
Отсюда видно, что во время правления шаха Аббаса и шаха Сефи на площадь не обращали внимания. В заметках Тавернье он пишет, что в Тебризе есть большая площадь, окруженная величественными зданиями. Но все эти выдающиеся здания и мечети заброшены.

### Здания, расположенные на площади
На площади Сахиб Абад были архитектурные элементы периодов Эльхани, Аккоюнлу, Карагоюнлу и Сефевидов. Упомянутые элементы мы находим в записях историков и путешественников, живших в те времена. Древнейшее из них — то, что писали венецианские путешественники о зданиях, составляющих площадь.
"Расстояние между входными воротами и Шахским дворцом больше, чем у других ворот. Наряду с великолепным видом на площадь отсюда также видны мечеть и больница. Эта мечеть, построенная султаном Хасаном, чрезвычайно великолепна. Его комнаты украшены золотом. Интерьер больницы красивее мечети. Между больницей и мечетью есть стена. Во времена правления Узун Хасана и Султана Якуба в этой больнице жили тысячи бедняков. Эта традиция продолжалась до самой смерти Иакова. Позже туркмены вывезли их отсюда. Все здания на площади построены Узун Хасаном."

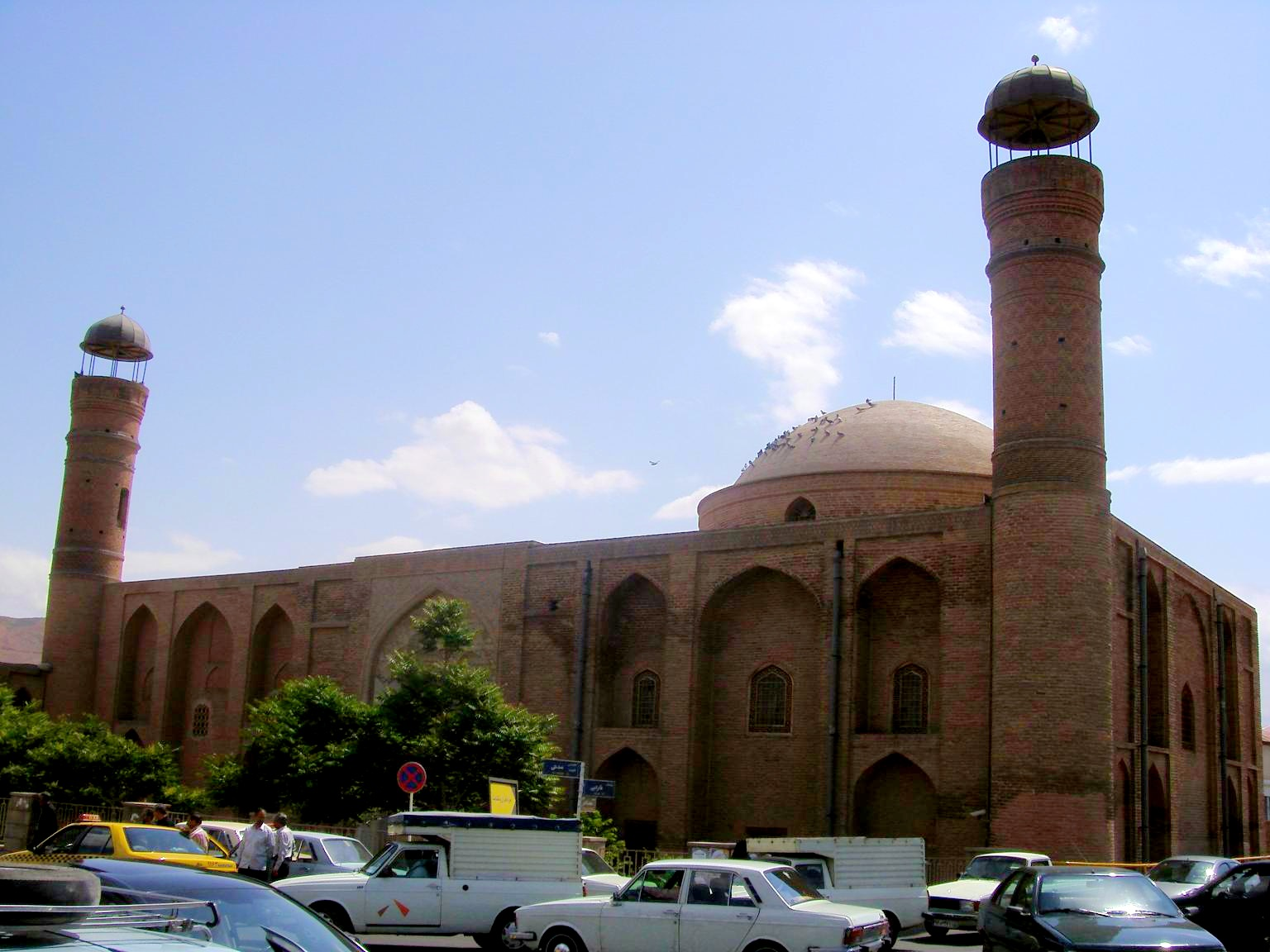
Мечеть Сахибуламр

Наряду с больницей и мечетью путешественник упоминает еще одно здание на обращенной к площади стороне площади. Во время инспектирования армии Узун Хасан выстраивал их в ряд и наблюдал из этого здания.
"К востоку от площади есть ворота, ведущие в большой сад. Дверь не украшена и покрыта белой штукатуркой. В центре сада находится большой красивый фонтан. Перед садом стоит многокомнатное здание, выходящее на площадь, чей белый балкон — самый белый, который я когда-либо видел в своей жизни. Гасан-бей приходил в этот дворец всякий раз, когда на площади проходило празднество. Поскольку это был красивый дворец с множеством комнат, послы, которые приезжали к Гасан-бею, останавливались здесь."
 

Другой посланник по имени Джимми Карди также посетил площадь Сахиб Абад и описал ее следующим образом:
«Площадь имеет красивый фасад с очень красивой и художественной плиткой. Цоколь и дверная окантовка обработаны разноцветным мрамором и расписаны птицами, цветами и смешанными кустами, как в итальянском искусстве. Мраморная каменная дверь этого Мечеть имеет плотную розовую ткань.Дверь надписи на ней четкие и заметные.Дверь открывается в коридор,ведущий в большой квадратный двор,и пройдя под тремя большими арками входишь в мечеть.Перед дверью две башни, украшенные плиткой."
Во времена правления Султана Ягуба на площади было начато строительство нового здания – дворца Хашт-Бехишт. Строительство дворца Хашт Бехист описано в книге истории, написанной Амини о Султане Ягубе: «В начале этого благословенного месяца Мухаррам вокруг султана царила великая радость. Мир освободился от мятежа. завершено строительство дворца Хашт Бехист в саду Сахиб Абад». В исторических документах упоминаются такие памятники, как гробница Пира Руми, сад Завия, здание Насрия вокруг площади.
Шах Тахмасиб построил на площади новую мечеть. Мечеть построена в восточной части площади Сахиб Абад. В 1638 году, после занятия города Тебриз османским правителем Мурадом IV, мечеть была разрушена. Однако вскоре город был освобожден Сефевидами, и мечеть была восстановлена. Однако в результате произошедшего вскоре землетрясения мечеть вновь была разрушена. Позже мечеть и площадь были восстановлены Гулу ханом Дунбули.